# Ingekorven vleermuis
De ingekorven vleermuis of wimpervleermuis (Myotis emarginatus) is een vleermuis uit de familie der gladneuzen (Vespertilionidae).

## Uiterlijke kenmerken
De ingekorven vleermuis heeft een lange, wollige vacht. De haren op de bovenzijde hebben drie kleuren: grijs aan de basis, in het midden strogeel en de haarpunt zijn roodbruin. Hierdoor krijgt de vacht een rossige kleur. Jonge dieren hebben een bruingrijze vacht en missen de rossige glans. De onderzijde van de ingekorven vleermuis is gelig grijs van kleur. De snuit is roodbruin, de oren en vleugels zijn donker grijsbruin. De soort dankt haar naam aan de duidelijke knik in de buitenrand van het oor. De spanwijdte is 220 tot 245 mm, het gewicht is 7 tot 15 gram, de kop-romplengte is 41 tot 53 mm en de staartlengte is 38 tot 46 mm.

## Voedsel en gedrag
De ingekorven vleermuis is een nachtdier dat pas laat tevoorschijn komt. In vaste vliegroutes vliegt hij naar zijn jachtgebieden. Hij jaagt laag over de grond, vaak ook boven water. De soort jaagt op spinnen en op kleine insecten, voornamelijk tweevleugeligen als vliegen en muggen, maar ook op nachtvlinders, rupsen, gaasvliegen en kevers. Hij jaagt in gebouwen als stallen, maar ook vlak boven het bladerdak van bomen. Hij cirkelt boven de bomen, daar al hangende lokaliseert hij de prooi en deze vangt hij in een korte vlucht. Meestal plukt hij zijn prooi van bladeren en takken of van de grond, maar vaak ook vangt hij de dieren in de lucht.
Het is een warmteminnende soort. De ingekorven vleermuis komt voor in bebost gebied en in karstgebieden, in het noorden van zijn leefgebied ook in gebouwen. Kraamkamers zijn vaak te vinden op warme plaatsen, als zolders en in het zuiden in grotten en mijntunnels. Hij overwintert in koele grotten, tunnels en kelders. De winterslaap duurt van oktober tot april. Vaak zijn ze gemengd met vale vleermuis en Bechsteins vleermuis.

## Voortplanting
In de herfst begint de paartijd. In mei trekken de vrouwtjes naar de kraamkamers. Hier verzamelen ze zich in grote groepen: in kraamkamers in Frankrijk en de Balkan zijn tot duizend vrouwtjes aangetroffen. De kraamkamers worden vaak gedeeld met hoefijzerneuzen. In juni en begin juli worden de jongen geboren. Per worp wordt er één jong geboren. Na vier weken kunnen ze vliegen. In september verlaten de dieren de kraamkamers. De ingekorven vleermuis kan achttien jaar oud worden.

## Verspreiding
De soort heeft een ruime verspreiding in Midden- en Zuid-Europa, waar hij voorkomt van Nederland, Spanje, Portugal, Italië, de Balkan en Polen tot Kazachstan en Afghanistan. Verder leeft hij van Marokko tot Tunesië en van Turkije tot Israël, Saoedi-Arabië en Oman.
Deze soort staat op de Nederlandse rode lijst. Er zijn waarnemingen bekend uit de kalksteengroeven van de Sint-Pietersberg in Limburg en van kraamkolonies bij Echt in Limburg, met honderden exemplaren. In 1997 werden de aantallen dieren in Nederland geschat op 100 tot 200 dieren. In Vlaanderen zijn er kraamkolonies in de provincies Antwerpen, Vlaams-Brabant en Limburg (onder andere in de Voerstreek). In Oost-Vlaanderen worden er nog overwinterende dieren gevonden in oude forten, maar zomerkolonies zijn er waarschijnlijk verdwenen. De Vlaamse overheid begon in 2007 het project 'BatAction' ter behoud van onder meer de ingekorven vleermuis.